# عتاقة (حي)

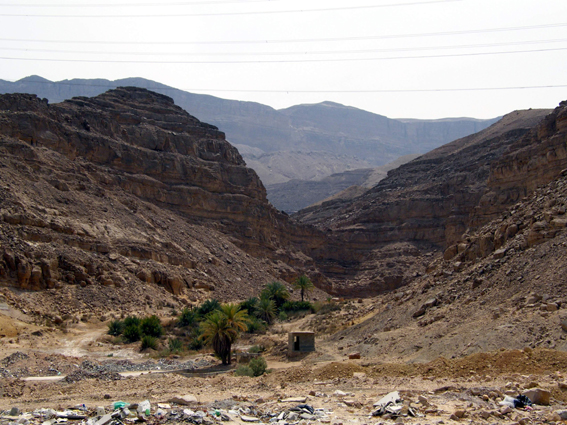

حي عتاقة، حي مصري من أحياء محافظة السويس، وهو حي صناعي من الدرجة الأولى حيث يوجد به معظم الشركات الصناعية كما يقع في نطاقه مشروع تنمية شمال خليج السويس والذي يعتبر أحد المشروعات التنموية العملاقة. ويمثل حي عتاقة 89% من مساحة المحافظة حيث تبلغ مساحته 8827.878 كم2، تلك المساحة التي تناسبت عكسيا مع عدد السكان والبالغ 27340 نسمة.

## أهم معالم الحي
- مشروع بوتو السخنة الشركة العربية لانابيب البترول (سوميد).
- ميناء العين السخنة.
- منتجع بورتو السخنة.
- منطقة التعاون الاقتصادي والتجاري بشمال غرب خليج السويس (المنطقة الصينية).